# Dommartin-aux-Bois
Dommartin-aux-Bois  é uma comuna francesa na região administrativa de Grande Leste, no departamento de Vosges. Estende-se por uma área de 15,7 km². Em 2010 a comuna tinha 395 habitantes (densidade: 25,2 hab./km²).